# 劇場版 假面騎士REVICE Battle Familia
《劇場版 假面騎士REVICE Battle Familia》，是日本特攝節目《假面騎士REVICE》於2022年7月22日上映的獨立劇場版作品。口號為「站起來，最強一家。（日語：立ち上がれ、最強一家。）」。
此外日本、香港與台灣皆同步公開《暴太郎戰隊Don Brothers》劇場版《暴太郎戰隊Don Brothers THE MOVIE 新·初戀英雄》。

## 本作特色
- 本作為《假面騎士REVICE》的第二部獨立劇場版，同時也是2020年代第一部在夏季上映的《假面騎士系列》長篇獨立劇場版[注 4]。
- 將於《假面騎士REVICE》本篇第42話登場的新角色假面騎士DESTREAM，率先被公佈在劇場版海報上，作為最大焦點。
- 本作繼《假面騎士W Forever A至Z/命運的Gaia Memory》後，為第二部擁有前傳衍生作品的《假面騎士系列》劇場版作品。
- 本作繼《假面騎士ZI-O》後第二次出現由三人共同變身成一體的假面騎士。
- 本作繼《劇場版 假面騎士鎧武 足球大決戰！黃金果實爭奪杯！》後第二次出現於獨立劇場版登場正反兩派的兩位騎士。
- 曾出演《超級戰隊系列》第18作——《忍者戰隊隱連者》中「自來也 / 忍者黑」一角的演員小杉健（日语：ケイン・コスギ）將於本作出演惡役角色「亞祖瑪 / 假面騎士DAIMON」一角[2]；而同樣出演《超級戰隊系列》第40作——《動物戰隊獸王者》中「Amu / 獸王虎」一角的演員立石晴香也確定出演。
- 下部系列作——《假面騎士GEATS》的同名主角假面騎士於本作中先行登場。

### 各作品關聯性
- 本作的時間線位於《假面騎士REVICE》本篇第46-47話之間[注 5][3]，同時亦與另一部前傳《REVICE Legacy 假面騎士VAIL》有關聯性[注 6]。

## 故事概要
由於神秘組織引發的劫機事件，五十嵐元太與幸實被捲入其中，為了救回父母和乘客，五十嵐三兄妹趕往禁斷之地「Area 666」，卻遭遇變身成假面騎士DAIMON的亞祖瑪襲擊。
並且，在事件背後暗中活躍的科學家外海雅人和席克的計畫，使三兄妹體內的惡魔強制分離並解放其本能，讓五十嵐一家陷入最大的危機。

## 故事背景＆用語
666區
原文： /  Area 666 
過去科學研究組織諾亞進行非人道實驗的設施之一，區域外圍以高防護壁包圍並閉鎖著，席克與亞祖瑪將此處作為根據地。
在惡魔席克的陰謀下，臨死前啓動了安裝在各個角落的自爆裝置，導致整個設施一同化爲火海。
基夫之瞳
原文： /  Giff's Eye 
喬治·狩崎用於製作奇美拉驅動器所保存的一對眼瞳。
既能強行將惡魔與人類分離並釋放其本能外，也能產生能覆蓋住666區的大型防護罩。
於本作前傳《Birth of CHIMERA》中其最初一顆基夫之瞳被席克連同奇美拉驅動器一併搶走於外傳《假面騎士JUUGA VS 假面騎士OLTECA》中，高田唱一度將僅剩的另外一顆基夫之瞳佔為己有將，使其進一步異變成名為「人型基夫特使」的惡魔，在喬治擊敗高田唱後眼瞳已全被消滅。

## 登場角色

### 本篇原主要人物
五十嵐一輝（いがらし・いっき）（前田拳太郎飾／台灣CV：孟慶府）
假面騎士REVI、假面騎士REVICE和假面騎士五十嵐的變身者，五十嵐一家的長子。
于本作夥同弟弟大二和妹妹小櫻，在喬治·狩崎的協力下，前往666區拯救被挾持的包括雙親在内的所有乘客，但不慎被亞祖瑪强制與惡魔拜斯分離，更被俘虜以便被抽取體内的基夫遺傳因子，但由於母親幸實體内的惡魔爆發出來，為自己一家五口解圍，還夥同三兄妹合體變身成假面騎士五十嵐短暫脫困。其後為帶領所有乘客逃離666區，與拜斯對戰亞祖瑪，期間瞭解、諒解對方内心的苦楚，而用「勇敢暴龍」罪惡印章讓他短暫復原身體，在最後一戰中兩敗俱傷但被對方信任能引領人類步入正途，在666區完全化爲火海之際，與拜斯雙雙成功脫困。
拜斯（木村昴聲／台灣CV：陳彥鈞）
假面騎士VICE、假面騎士REVICE的變身者，一輝體內所寄宿的惡魔。
於本作中因被亞祖瑪強制與宿主一輝分離而顯現出本能，且雙眼變成紅色，還產生了想生吃人類的想法，期間俘獲宿主一輝，但由於五十嵐幸實體内的惡魔爆發出來，而整個惡魔回歸一輝的體内，並恢復本能封印時的狀態。其後為帶領所有乘客逃離666區，與一輝對戰亞祖瑪，但由於一輝對亞祖瑪的苦楚有所諒解，以及給亞祖瑪的身體短暫復原，加上兩人的最後一戰而感到訝異，在666區完全化爲火海之際，與一輝雙雙成功脫困。
五十嵐大二（いがらし・だいじ）（日向亘飾／台灣CV：歐祖豪）
假面騎士LIVE和假面騎士五十嵐的變身者，五十嵐一家的次子，一輝的弟弟，菲尼克斯的分隊長。
于本作夥同哥哥一輝和妹妹小櫻，在喬治·狩崎的協力下，前往666區拯救被挾持的包括雙親在内的所有乘客，但不慎被亞祖瑪强制與惡魔陽炎分離，更被俘虜以便被抽取體内的基夫遺傳因子，但由於母親幸實體内的惡魔爆發出來，為自己一家五口解圍，還夥同三兄妹合體變身成假面騎士五十嵐短暫脫困。其後為帶領所有乘客逃離666區，親自駕駛機車，協助母親幸實載送，過後與父親元太和妹妹小櫻夥同擊倒惡魔席克。
陽炎（日向亘二飾／台灣CV：歐祖豪）
假面騎士EVIL的變身者，大二體內所寄宿的惡魔。
於本作中因被亞祖瑪強制與宿主大二分離而顯現出本能，其姿態為變身后的姿態，期間俘獲宿主大二，但由於五十嵐幸實體内的惡魔爆發出來，而整個惡魔回歸大二的體内，並恢復本能封印時的狀態。在大二協助擊退敵人途中，意識切換成自己的，也加入戰局。
五十嵐櫻（いがらし・さくら）（井本彩花飾／台灣CV：連婉鈞）
假面騎士JEANNE和假面騎士五十嵐的變身者，五十嵐一家的小女兒，一輝和大二的妹妹。
于本作夥同長兄一輝和二哥大二，在喬治·狩崎的協力下，前往666區拯救被挾持的包括雙親在内的所有乘客，但不慎被亞祖瑪强制與惡魔拉弗科芙分離，更被俘虜以便被抽取體内的基夫遺傳因子，但由於母親幸實體内的惡魔爆發出來，為自己一家五口解圍，還夥同三兄妹合體變身成假面騎士五十嵐短暫脫困。其後為帶領所有乘客逃離666區，在巴士内擊退無數殺進來的下級基夫卻被轟下車，途中獲夏木花在内的死亡之徒三幹部的支援而大感意外，隨後與父親元太和二哥大二夥同擊倒惡魔席克。
拉弗科芙（伊藤美來聲+五十嵐睦美（蛇形惡魔）、宇佐見紗風（蛇女）皮套飾演／台灣CV：劉如蘋）
小櫻體內所寄宿的惡魔。
於本作中因被亞祖瑪強制與宿主小櫻分離而顯現出本能，成為蛇女拉弗科芙，以頭部保留了蛇形模樣和人形身體的姿態，且具備完整的語言能力，期間一度俘獲宿主小櫻，但由於五十嵐幸實體内的惡魔爆發出來，而整個惡魔回歸小櫻的體内，並恢復本能封印時的狀態。
五十嵐元太（いがらし・げんた）（戶次重幸飾／台灣CV：黃天佑）
假面騎士DESTREAM的變身者，五十嵐三兄妹的父親。
于本作與妻子幸實共搭飛機去旅行，途中客機遭到亞祖瑪等人的挾持，兩夫婦更被押送到666區内部，被迫見證身爲「基夫之後裔」的五十嵐三兄妹的身亡，結果由於幸實連同自己體内的惡魔韋爾爆發出來，為自己一家五口解圍，隨後與包括幸實和現希望在内的所有乘客逃離，逃離途中進行變身，與次子大二和女兒小櫻一同擊倒惡魔席克，在事件結束后隨著666區的爆炸，所有乘客無一傷亡地安全脫困。
五十嵐幸實（いがらし・ゆきみ）（映美綺羅飾／台灣CV：劉如蘋）
五十嵐三兄妹的母親。
于本作與丈夫元太共搭飛機去旅行，途中客機遭到亞祖瑪等人的挾持，兩夫婦更被押送到666區内部，被迫見證身爲「基夫之後裔」的五十嵐三兄妹的身亡，結果體内的惡魔爆發出來，為自己一家五口解圍，體内的惡魔還吸收進一輝手上的「雷霆風暴」罪惡印章，化成「五十嵐」罪惡印章，而幸實則親自駕駛巴士載送包括元太和希望在内的所有乘客逃離，在事件結束后隨著666區的爆炸，所有乘客無一傷亡地安全脫困，也同時和乘客之一的竹田由芽剛生下來的孩子一同慶祝生日。
門田廣見（かどた・ひろみ）（小松準彌飾／台灣CV：黃天佑）
菲尼克斯的前分隊長，前政府組織WEEKEND的輔助成員。
在《Birth of CHIMERA》中為了調查另一位基夫契約者亞祖瑪而與之交戰，最後被其擊敗而昏迷。
于本作操作菲尼克斯遺下的運輸機，載送五十嵐三兄妹前往666區進行救援，但在與三兄妹失去連繫後，試圖回收三人時被由基夫之瞳所產生的防護罩阻攔，后在歐魯特卡抵銷防護罩後，單憑手上的弓箭武器與肉身進行支援作戰。
喬治·狩崎（じょーじ・かりざき）（濱尾範高飾／台灣CV：歐祖豪）
前菲尼克斯的天才科學家，騎士系統的開發者。
於《Birth of CHIMERA》中首次研發出奇美拉驅動器，在試圖在不裝上基夫之瞳的狀態測試驅動器時出現異狀，與體內潛藏的狩崎真澄的惡魔席克分離，並被其奪走該驅動器與基夫之瞳，於結尾時再製造出驅動器並裝上基夫之瞳。
于本作特意找上被關押中的歐魯特卡，以減輕刑罰為誘餌，説服其前往666區參與對五十嵐一家的支援作戰，事件結束后從歐魯特卡手中搶回奇美拉驅動器。
夏木花（淺倉唯飾／台灣CV：劉如蘋）
假面騎士AGUILERA的變身者，前死亡之徒的女王，前WEEKEND的一線成員。
于本作為配合對五十嵐一家的支援作戰，不計前嫌地和歐魯特卡一起參與作戰，期間穿回曾經死亡之徒女王時的服裝，還高喊曾經死亡之徒的口號。
玉置豪（八條院藏人飾／台灣CV：賈文安）
假面騎士OVER DEMONS的第二任變身者，前死亡之徒的幹部之一，前WEEKEND的一線成員。
于本作為配合對五十嵐一家的支援作戰，特地縫製了曾經死亡之徒其餘兩個幹部的服裝，隨後正式參與作戰。
歐魯特卡（關隼汰飾／台灣CV：江志倫）
前死亡之徒的幹部之一，現被關押中。
于本作在喬治·狩崎的唆使下前往666區，在配戴奇美拉驅動器下抵銷由基夫之瞳所產生的防護罩，讓門田廣見等人進去支援五十嵐一家並一同參與作戰，在事件結束后驅動器被迫歸還。
赤石英雄（あかいし・ひでお）（橋本潤飾／台灣CV：陳彥鈞）
菲尼克斯的上級長官，也是惡魔始祖基夫的契約者之一。
僅於回憶片段中登場，證實和亞祖瑪同為三千年前位於拉丁美洲的某原始文明統治者。

### 本作登場人物
大谷希望（豆原一成飾）
假面騎士CHIMERA的第二任變身者。
懷抱著成為醫生的夢想而不斷生活，卻因亞祖瑪事件而遭逢家變，開始燃起復仇之火，對亞祖瑪掀起反擊。
在《Birth of CHIMERA》劇情末端，在機場內偶然幫五十嵐一家拍全家福，並感受到亞祖瑪等人所散發的氣場，準備伺機報仇。
于本篇出其不意地前往666區内部，將奇美拉驅動器從亞祖瑪手中奪走，變身成假面騎士CHIMERA，雖然打倒了由托尼變身的山魈·死囚 階段2，但不敵于亞祖瑪，其後因假面騎士GEATS的介入而被五十嵐兩夫婦救走。
竹田由芽（立石晴香飾）
劫機事件中的其中一名女乘客，現目前有孕在身。
從被劫持到逃離的這兩天一夜，因臨盆將至而一直隱隱作痛，直到事件結束后，順利產下一名男嬰，並取名為「希望」 。
外海雅人（八嶋智人飾）
效忠於亞祖瑪的神秘科學家，真實身分為惡魔席克，和喬治·狩崎一樣，有說話時經常夾帶英語詞彙的習慣。
亞祖瑪（小杉健飾）
假面騎士DAIMON的變身者。
為第二個與基夫簽訂契約，而被賦予不死之身和超強體力的人，千年下來為引領人類步入正確的道路，而以暗殺者的身份，以「降下審判」為由，不斷在歷史的陰影下對作惡多端者行兇，卻因所深愛的女人接連離世，加上目睹人類文明不斷重蹈覆轍，而對人類徹底絕望。
與喬治·狩崎和外海雅人一樣，有說話時經常夾帶英語詞彙的習慣，口頭禪是「遊戲開始（Game on.）」
於《Birth of CHIMERA》中得知因基夫被消滅的緣故，身體漸漸腐壞而現隱居在山林中，並打倒發現自己存在的廣見，後從席克手中得到奇美拉驅動器和罪惡印章，正式對人類掀起戰局，並試圖對持有基夫遺傳因子的五十嵐三兄妹伸出魔掌。
于本作帶隊挾持五十嵐兩夫婦和大谷希望所在的客機内展開挾持行動，並以五十嵐兩夫婦為誘餌，將五十嵐三兄妹引到666區，並將三兄妹體内的惡魔連同其本能一同釋放，在其之後由於與五十嵐一輝「不打不相識」的緣故，加上身體逐漸灰飛烟滅，被一輝用勇敢暴龍罪惡印章透過蓋章來短暫復活，透過最後一戰來感受短暫而即將逝去的那份歡樂，最終兩敗俱傷，自己灰飛烟滅前相信一輝能夠繼承使命並含笑道別。
托尼（南譽士宏飾）
原為外海雅人的保鑣，亞祖瑪的手下，也是山魈·死囚 階段2的變身者。
在亞祖瑪的指示下，劫持五十嵐夫婦所搭乘的客機，引發事件，陰謀達成后留在客機内嚴格監視所有乘客，最后被大谷希望所變身的假面騎士CHIMERA擊殺而死。
波金（中村浩二飾）
原為外海雅人的保鑣，亞祖瑪的手下。
后在外海正式啓動吸收基夫遺傳因子的程式時，受其力量影響異變成基夫魔信徒。
美波（春川芽生飾）
原為外海雅人的保鑣，亞祖瑪的手下。
后在外海正式啓動吸收基夫遺傳因子的程式時，受其力量影響異變成基夫魔信徒。

### 《假面騎士GEATS》
浮世英壽（うきよ・えーす）（簡秀吉聲）
假面騎士GEATS的變身者。
於本作協助五十嵐兩夫婦和希望等乘客從666區逃離時，擊退亞祖瑪招來的無數下級基夫和基夫魔信徒後撤退。

## 本作限定登場假面騎士/形態

### 假面騎士CHIMERA
變身者：向井龍 → 大谷希望（替身演員：藤田慧、CV：橋本祥平 → 豆原一成）
原文： / Kamen Rider CHIMERA
名稱由來：奇美拉
形態
| 形態名稱         | 簡介 | 外觀                     | 能力                                 | 必殺技 |
| Default 基本形態 | CHIMERA DRIVER 搭配 Twin Chimera Vistamp 變身的形態，為假面騎士CHIMERA的基礎形態。 身高：194.3cm 體重：115.6kg 拳擊力：30.0t 踢擊力：62.2t 跳躍力：67.5m 行動速度：100m / 2.5秒。 | 全身以橘、黑、銀色為主。 | 同時擁有鱷魚和帝王蟹基因情報的能力。 | King crab Edge 原文： 在右手顯現擬似蟹鉗的能量體後使出拳擊。 Crocodile Edge 原文： 在右腳顯現擬似鱷魚頭部的能量體後使出踢擊。 |

### 假面騎士DAIMON
變身者：亞祖瑪（替身演員：清水麟太郎、CV：小杉健）
原文： / Kamen Rider DAIMON
名稱由來：代蒙
形態
| 形態名稱         | 簡介 | 外觀                             | 能力 | 必殺技 |
| Default 基本形態 | CHIMERA DRIVER 搭配 Tri Chimera Vistamp 變身的形態，為假面騎士DAIMON的基礎形態。 身高：203.8cm 體重：92.0kg 拳擊力：87.5t 踢擊力：176.6t 跳躍力：151.0m 行動速度：100m / 0.8秒。 | 全身以橘、黑、銀、紫、紅色為主。 | 同時擁有黑犀、章魚和蜈蚣基因情報的能力。 由於變身者與惡魔始祖基夫簽訂契約的緣故，而被賦予了超強的格鬥能力，此外亦可透過寄存在驅動器內的基夫之瞳的驅使下，將人類與體內惡魔強行分離。 | Octopus Edge 原文： 使用左腳進行踢擊時同時顯現擬似章魚腳的能量體攻擊。 Kurosai Edge 原文： 在右手顯現擬似黑犀頭部的能量體後使出突進般的拳擊。 Oumukade Edge 原文： 釋放擬似蜈蚣的能量體進行攻擊或纏繞在腿上使出踢擊。 Tri Chimera Edge 原文： 釋放基夫之瞳的能力將人體內的惡魔強行分離。 |

### 假面騎士五十嵐
變身者：五十嵐三兄妹（替身演員：縄田雄哉、CV：前田拳太郎 / 日向亘 / 井本彩花）
原文： / Kamen Rider IGARASHI
名稱由來：五十嵐
形態
| 形態名稱         | 簡介 | 外觀 | 能力                                                     | 必殺技 |
| Default 基本形態 | 搭配 Fifty Gale Vistamp 變身的形態，為假面騎士五十嵐的基礎形態。 身高：205.0cm 體重：117.1kg 拳擊力：110.3t 踢擊力：193.3t 跳躍力：172.3m 行動速度：100m / 0.8秒。 | 全身以紫紅、橘黃、白、深藍色為主，外型結合了REVI 暴龍基因組、LIVE 蝙蝠基因組和JEANNE 眼鏡蛇基因組的造型。 | 三兄妹合體形態，結合了假面騎士REVI、LIVE和JEANNE的能力。 | Infinity 50 Strike 原文： 該形態所屬的必殺技（騎士拳）。 Stamping Justis Liberal Finish 原文： 該形態所屬的必殺技（騎士踢）。 |

## 本作登場怪人

### 死囚 階段2（Deadman Phase 2）
| 日本原文名字 | 中文名字         | 英文名字                 | 罪惡印章          | 身高    | 體重    | 特色 / 能力     | 契約者 | 備註                                         |
| ------------ | ---------------- | ------------------------ | ----------------- | ------- | ------- | --------------- | ------ | -------------------------------------------- |
|              | 山魈・死囚 階段2 | Mandrill Deadman Phase 2 | 山魈 原型罪惡印章 | 199.3cm | 102.8kg | 格鬥攻擊 / 爪擊 | 托尼   | 山魈・死囚與宿主進行上級契約而一體化的怪人。 |

### 席克
- 席克

原文： / Sick
罪惡印章：-
身高：202.3cm
體重：82.7kg
特色 / 能力：控制 / 肉體變換
（替身演員：榮男樹、CV：藤森慎吾）
狩崎真澄的惡魔，原附身在喬治·狩崎的體內，狩崎在測試未安裝基夫之瞳的奇美拉驅動器時與其分離出來。
在搶走奇美拉驅動器與基夫之瞳後，控制外海雅人的一舉一動來尋找驅動器的適任者，在亞祖瑪現身後與其合作，並指定五十嵐一家為襲擊目標。
在陰謀敗露后便現出真身，一度打亂五十嵐一家的陣脚，但隨後被元太、大二和小櫻擊倒，在最後啓動了一連串自爆裝置後於爆炸中死亡。

## 本作登場道具

### 變身道具
- 奇美拉驅動器

原文： / CHIMERA DRIVER
由喬治·狩崎研發，被稱之為「最後的惡魔驅動器」的道具，也是假面騎士CHIMERA和假面騎士DAIMON的變身腰帶。
若在未安裝基夫之瞳的情況下使用、變身的話，會產生隨時異變成惡魔的副作用，反之會使變身者的身體得到自我修復能力，並且強化戰鬥能力，但僅與跟基夫有所關聯的人配戴才能完全發揮能力。
目前一共出現兩個一模一樣的驅動器，隨著亞祖瑪（假面騎士DAIMON）的驅動器被毀，僅剩的一個一度由歐魯特卡持有，但最後落到喬治·狩崎手中，並改造成本篇第47話的JUUGA驅動器。
在啟動印章插入插槽後，向右扳下就能進行變身，而在變身的狀態下將驅動器上的印章向右扳下後，再次將印章向右扳下就能發動必殺技。
變身的狀態下將驅動器上的印章向右扳下後，按下印章上的按鈕後再次向右扳下發動合體技。
假面騎士CHIMERA
使用雙重奇美拉罪惡印章的待機音效為「King! Dile! Come on! Chimera! Chimera! Chimera!（キング！ダイル！Come on！キメラ！キメラ！キメラ！）」；變身音效為
必殺技音效為「King crab / Crocodile / Twin Chimera Edge!（キングクラブ / クロコダイル / ツインキメラエッジ！）」
按下印章按鈕的音效為：「Mad Remix（マッドリミックス）！」；合體技音效為「▼▼！」
假面騎士DAIMON
使用三重奇美拉罪惡印章的待機音效為「Oku! Sai! Mukade! Come on! Chimera! Chimera! Chimera!（オク！サイ！ムカデ！Come on！キメラ！キメラ！キメラ！）」；變身音效為
必殺技音效為「Octopu / Kurosai / Oumukade / Tri Chimera Edge!（オクトパス / クロサイ / オオムカデ / トライキメラエッジ！）」
按下印章按鈕的音效為：「Mad Remix（マッドリミックス）！」；合體技音效為「▼▼！」
- 五十嵐罪惡印章

原文： / FIFTY GALE VISTAMP
屬性：嵐
「雷霆風暴」罪惡印章吸收從幸實身體出現的惡魔後變化而成的道具，也是假面騎士五十嵐的變身道具，外形為咬住「嵐」字的恐龍頭。
變身方式：先將印章向腰帶左側「0」的方形印章台上蓋上後，向腰帶右側「5」的插槽插入印章並按下印章上的按鈕啟動風扇，然後向右扳下，左側印章台會轉為正面，就能進行變身。
待機音效為：「Fifty Gale Come on! Fifty Gale GO GO!（フィフティゲイル Come on！フィフティゲイル GO GO！）」；變身音效為：「Tornado up! Sanmiittai! Oretachi kyoudai! Waki agaru arashi wa bugendai! Kamen Rider Igarashi!（トルネードアップ！ 三位一体！ 俺たち兄妹！ 湧き上がる嵐は無限大！ 仮面ライダー五十嵐！）」
變身的狀態下按下印章上的按鈕啟動風扇，將驅動器上的印章向右扳下讓印章台轉回上方進入待機狀態，再次將印章向右扳下發動必殺技。
發動音效為：「Igarashi GO! GO!（五十嵐 GO！GO！）」；必殺技音效為：「Infinity 50 Strike（インフィニティ50ストライク）！」
變身的狀態下按下印章上的按鈕啟動風扇，將驅動器上的印章向右扳下讓印章台轉回上方進入待機狀態，再次按下印章上的按鈕後向右扳下發動合體必殺技。
發動音效為：「Igarashi GO! GO!（五十嵐 GO！GO！）」；按下印章按鈕的音效為：「Trinity Remix（トリニティリミックス）！」；合體必殺技為：「Trinity up! Hissatsu! Stamping! Justis! Liberal! Finish!（トリニティアップ！必殺！スタンピング！ジャスティス！リベラル！フィニッシュ！）」
使用其他罪惡印章於印章背面感應處感應後，按下印章按鈕發動必殺技。
感應音效為「Charge（チャージ）！」；必殺技音效為：「Igarasshu Tornado（イガラッシュトルネード）！」

### 罪惡印章（Vistamp）
| 英文名稱     | 日文名稱         | 中文名稱   | 對應假面騎士        | 音效 | 能力                    | 備註                                                                                            |
| ------------ | ---------------- | ---------- | ------------------- | --- | ----------------------- | ----------------------------------------------------------------------------------------------- |
| Fifty Gale   | フィフティゲイル | 五十嵐     | 《假面騎士五十嵐》  | 更多 ： § 變身道具 | 變身成假面騎士五十嵐。  | 由雷霆風暴罪惡印章變化而成，存放嵐之力與暴龍、蝙蝠和眼鏡蛇三種遺傳基因情報的印章型道具。        |
| Twin Chimera | ツインキマイラ   | 雙重奇美拉 | 《假面騎士CHIMERA》 | 待機音效「King! Dile! Come on! Chimera! Chimera! Chimera!（キング！ダイル！Come on！キメラ！キメラ！キメラ！）」 變身音效「Ika su Scissors! Good na baito! Twin Chimera! （イカすシザース！グットなバイト！ツインキマイラ！）」 合體變身音效為「Hissatsu! Chaos! Twin Chimera Charge!（必殺！カオス！ツインキメラチャージ！）」                                | 變身成假面騎士CHIMERA。 | 同時存放鰐魚和帝王蟹遺傳基因情報的印章型道具。                                                  |
| Tri Chimera  | トライキマイラ   | 三重奇美拉 | 《假面騎士DAIMON》  | 待機音效「Oku! Sai! Mukade! Come on! Chimera! Chimera! Chimera!（オク！サイ！ムカデ！Come on！キメラ！キメラ！キメラ！）」 變身音效「Karameru nantai! Tsuranuku ikkaku! Abareru hyaku ashi! Tri Chimera! （絡める軟体！貫く一角！暴れる百脚！トライキマイラ！）」 合體變身音效為「Hissatsu! Chaos! Tri Chimera Charge!（必殺！カオス！トライキメラチャージ！）」 | 變身成假面騎士DAIMON。  | 同時存放章魚、黑犀和蜈蚣遺傳基因情報的印章型道具。 在亞祖瑪被擊倒后，該罪惡印章也跟著灰飛烟滅。 |

### 原型罪惡印章（Proto Vistamp）
| 英文名稱       | 日文名稱         | 中文名稱 | 能力                                        | 備註                               |
| -------------- | ---------------- | -------- | ------------------------------------------- | ---------------------------------- |
| Mandrill Proto | マンドリルプロト | 山魈原型 | 孕育出山魈・死囚。 進階成山魈・死囚 階段2。 | 存放山魈遺傳基因情報的印章型道具。 |

## 樂曲

### 主題曲
「Dance Dance」
- 歌唱：Da-iCE feat. 木村昴
- 作詞：花村想太 / MEG.ME
- 作曲：花村想太 / MEG.ME / Louis / PRIMAGIC
- 編曲：MEG.ME / Louis / PRIMAGIC

### 插曲
「liveDevil」
- 演唱：Da-iCE feat. 木村昴
- 作詞：藤林聖子
- 作曲：MUSOH / STEVEN LEE / SLIPKID / 花村想太
- 編曲：STEVEN LEE / Add Arrangement - Hiroyuki Fujino

「Go with the flo」
- 演唱：前田拳太郎、日向亘、井本彩花
- 作詞：藤林聖子
- 作曲：中川幸太郎
- 編曲：tatsuo

「My dream（emikurara Solo ver.）」
- 演唱：映美綺羅
- 作詞：渡部紫緒
- 作曲、編曲：坂部剛

## 製作團隊
- 原作 - 石之森章太郎
- 劇本 - 木下半太
- 導演 - 坂本浩一
- 音樂 - 中川幸太郎
- 動作導演 - 渡邊淳（JAE）
- 特攝導演 - 佛田洋（特攝研究所）
- 製作 - 劇場版「REVICE・Don Brothers」製作委員會（東映、tv asahi、東映動畫、東映影像、ADK EM、東映廣告、萬代）

## 其他相關媒體
《Birth of CHIMERA》是特摄片《假面騎士REVICE》的外傳作品，同時也是《劇場版 假面騎士REVICE Battle Familia》的衍生作品。口號為「和平的希望，化作復仇之炎」。

### 本作特色
- 本作繼《REVICE Legacy 假面騎士VAIL》後，東映第二部與TTFC合製的外傳劇集，既為《劇場版 假面騎士REVICE Battle Familia》的前傳[8]，同時也是《令和假面騎士系列》第一部以非TV本篇角色為主角的衍生劇集[注 23]。
- 曾擔任無數平成主角假面騎士替身演員的高岩成二和曾出演過超級戰隊第18作——《忍者戰隊隱連者》中「鶴姬 / 忍者白」一角的廣瀨仁美，將於本作飾演主角的雙親，同時高岩成二之子高岩芯泰和同飾演《忍者戰隊隱連者》的「佐助 / 忍者紅」以及超級戰隊第22作——《星獸戰隊銀河人》的「日向 / 黑騎士」兩角的小川輝晃也將會出演。[6]
- 本作繼《假面騎士W RETURNS 假面騎士 Eternal》後，為第二部專屬劇場版的前傳衍生作品。
- 本作首次邀請到編寫《虛擬靈能者K》的小說家西駿人[注 24]擔任編劇。

### 故事概要
大谷希望一邊看護著生病的母親大谷和美，一邊和父親大谷晃成一起生活。
向井龍參加大谷一家信賴的醫生舉辦的新藥臨床實驗為契機，成為了假面騎士。
之後，尋找著奇美拉驅動器的神秘男子亞祖瑪和惡魔席克，在城市製造惡魔並襲擊人們。
為了拯救在場的大谷一家，向井龍出面，變身成假面騎士CHIMERA。

### 登場人物
向井龍（橋本祥平飾）
假面騎士CHIMERA的第一任變身者，大谷希望的前輩。
參加外海雅人的實驗後成為奇美拉驅動器的適任者，但在被亞祖瑪擊敗後，因驅動器的影響變成惡魔，最後被變身成假面騎士DAIMON的亞祖瑪消滅。
外海雅人（小川輝晃飾）
大谷一家所信任的醫生。
在劇中被席克控制來尋找奇美拉驅動器的適任者，但在亞祖瑪現身後被席克改變外表同時被其附身。
大谷和美（廣瀨仁美飾）
大谷希望之母親。
在被捲入亞祖瑪的襲擊後，為了保護大谷希望而死亡。
大谷晃成（高岩成二飾）
大谷希望之父親。
在被捲入亞祖瑪的襲擊後，為了保護大谷希望而死亡。

### 登場怪人
異形惡魔
原文： / Strange Demons
身高：不明
體重：不明
特色 / 能力：格鬥攻擊
新田和向井龍變成的惡魔。
與奇美拉驅動器不相容或適應性較低的試驗者會因其副作用而變成異形惡魔。
本身沒有任何特殊能力，主要使用格鬥攻擊。

### 其他演員
- 新田 - 高岩芯泰

### 製作人員
- 原作 - 石之森章太郎
- 導演 - 坂本浩一
- 腳本 - 西駿人

## 外部連結
- 劇場版 假面騎士REVICE Battle Familia官方網站 （页面存档备份，存于） （日語）
- 互联网电影数据库（IMDb）上《假面騎士REVICE Battle Familia》的资料（英文）